# آندریاس استیرنن
آندریاس استیرنن (انگلیسی: Andreas Stjernen؛ زادهٔ ۳۰ ژوئیهٔ ۱۹۸۸) اسکی‌باز پرش اهل نروژ است.